# 1860年アメリカ合衆国大統領選挙

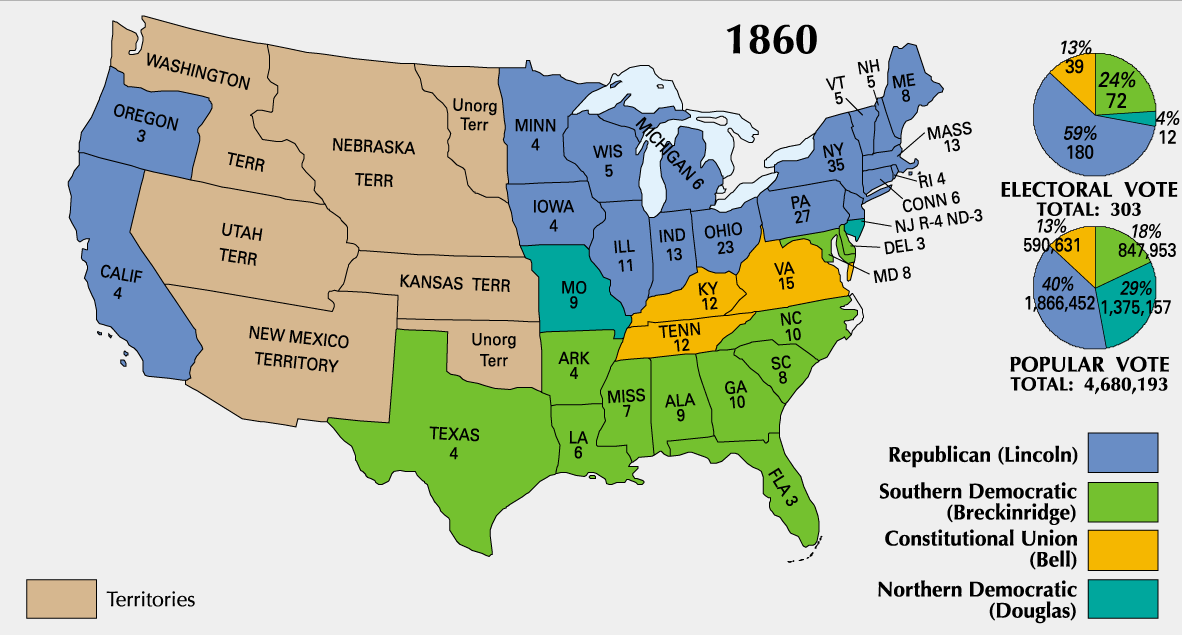
選挙結果の図。数字は各州の選挙人数。青が共和党、緑が南部民主党、橙が立憲連合党、濃緑が北部民主党が獲得した州を示す。

1860年アメリカ合衆国大統領選挙（1860ねんアメリカがっしゅうこくだいとうりょうせんきょ、英:United States presidential election of 1860）は、1860年11月6日に行われたアメリカ合衆国大統領選挙（第19回）。南北戦争の起爆点となった。
政党政治は4つの集団に割れ、どの政党も暴力的解決無しではアメリカ合衆国として国を纏めていく力が無かった。1850年代の大半を通じてアメリカ合衆国は、州の権限と新しい領土の奴隷制の問題を巡って政策が分かれた。1860年、これらの問題を巡る抗争が頂点に達し、エイブラハム・リンカーンと共和党は南部を1州も取れないままに権力の座に着いた。それまで政権を握っていた民主党は党を纏めることができず、南部と北部に分かれて戦った。
リンカーンが勝利したことにより、全米33州のうち、サウスカロライナ州を初めとする南部諸州（奴隷州は15）のうち、11州のアメリカ合衆国からの脱退宣言に繋がったが、これはまだ現職大統領であった民主党のジェームズ・ブキャナンと新しく選ばれたリンカーンによって拒否されることになった。

## 背景
1857年以降、アメリカ合衆国はドレッド・スコット対サンフォード事件の判決、カンザス・ネブラスカ法、カンザス州のルコンプトン憲法、およびジョン・ブラウンによるハーパーズ・フェリー襲撃事件といった州の権限と奴隷制を巡る問題によって、党派抗争が激化し国全体が大きく北部と南部の2つに分かれたような様相になっていた。

## 候補者の指名

### 共和党予備選
共和党の候補者
- エドワード・ベイツ、元ミズーリ州選出アメリカ合衆国下院議員
- サイモン・キャメロン、ペンシルベニア州選出アメリカ合衆国上院議員
- サーモン・チェイス、オハイオ州知事
- エイブラハム・リンカーン、元イリノイ州選出アメリカ合衆国下院議員
- ウィリアム・スワード、ニューヨーク州選出アメリカ合衆国上院議員

共和党の党員大会は5月半ばに開催されたが、これは民主党がチャールストンでの党員大会を延期せざるを得なかった時より後のことだった。民主党の混乱と、北部諸州では圧倒的に勝利できる見込みの中で共和党は自信を持ってシカゴでの党員大会に臨んだ。ニューヨーク州のウィリアム・スワードが有力候補と考えられており、イリノイ州のエイブラハム・リンカーン、オハイオ州のサーモン・チェイスおよびミズーリ州のエドワード・ベイツがそれに続いていた。
しかし、大会が幕を開けると、スワード、チェイスおよびベイツはそれぞれ共和党の派閥を疎んじてきたことが分かってきた。スワードは党の中でも急進派に近すぎると考えられ、その中央寄りの動きが逆に急進派を疎遠にしていた。元民主党員のチェイスは1840年代遅くに民主党と結託した元ホイッグ党員を疎遠にしており、ペンシルベニア州が要求する関税に反対し、さらに重要なことは出身州のオハイオ州代議員から反対を受けていた。ベイツは、新しい領土における奴隷制の拡張やあらゆる市民の平等な憲法に保障される権利の問題について、その採った姿勢が境界州や南部の保守派の支持者から疎遠にされていた。党内のドイツ系アメリカ人は、ベイツが過去にノウ・ナッシングと行動を共にしていたので、ベイツに反対した。
西部の諸州を制することが重要であり、リンカーンは明らかに中道である人物として、その行った討論や演説から国民の評判も良かったので、5月16日の3回目の投票で共和党の指名を勝ち取った。
メイン州選出アメリカ合衆国上院議員ハンニバル・ハムリンが、ミズーリ州出身のカシウス・M・クレイを破って副大統領候補に指名された。
党の綱領には、はっきりと奴隷制のこれ以上の拡張を拒むこと、および産業を保護する関税を課することが公約とされていた。また西部の農地を開拓者に無償で開放するホームステッド法の制定を公約に含めた。これらの公約はどれも南部では特に不評であった。

### 民主党予備選
民主党の候補者
- ダニエル・ディッキンソン、元ニューヨーク州選出アメリカ合衆国上院議員
- スティーブン・ダグラス、イリノイ州選出アメリカ合衆国上院議員、1852年と1856年の大統領選挙候補者
- ジェイムズ・ガスリー、元財務長官、ケンタッキー州出身
- ロバート・ハンター、バージニア州選出アメリカ合衆国上院議員
- アンドリュー・ジョンソン、テネシー州選出アメリカ合衆国上院議員
- ジョセフ・レーン、オレゴン州選出アメリカ合衆国上院議員
- ホレイショ・シーモア、元ニューヨーク州知事

民主党は奴隷制問題で党が2つに割れていた。4月のチャールストンでの党員大会で、50名の南部党員が綱領に関する議論の末に会場を後にした。
ダグラスは奴隷制問題では中道であり、人民主権には賛成していたので、1回目の投票ではトップに立ったが、まだ57票足りなかった。57回目の投票が行われた時点でもダグラスがトップだったが、まだ50票足りなかった。5月3日になって絶望感に襲われた代議員達は投票を中止し大会を延期することに同意した。
民主党は6月18日にボルチモアで再び集会を開いた。この時は、新領土での奴隷制を支持する決議案が採択されなかった時に、110名の（「ファィアーイーター」に先導された）南部の代議員が退席した。残った代議員達で投票が何度も行われ、最終的にダグラスを大統領候補に、ジョージア州出身のハーシェル・ジョンソンを副大統領候補に指名して終わった。
南部民主党は6月28日にバージニア州リッチモンドで集会を行い、奴隷制擁護派で当時現職の副大統領であったケンタッキー州出身のジョン・ブレッキンリッジを大統領候補に、オレゴン州出身のジョセフ・レーンを副大統領候補に指名した。

## 一般投票

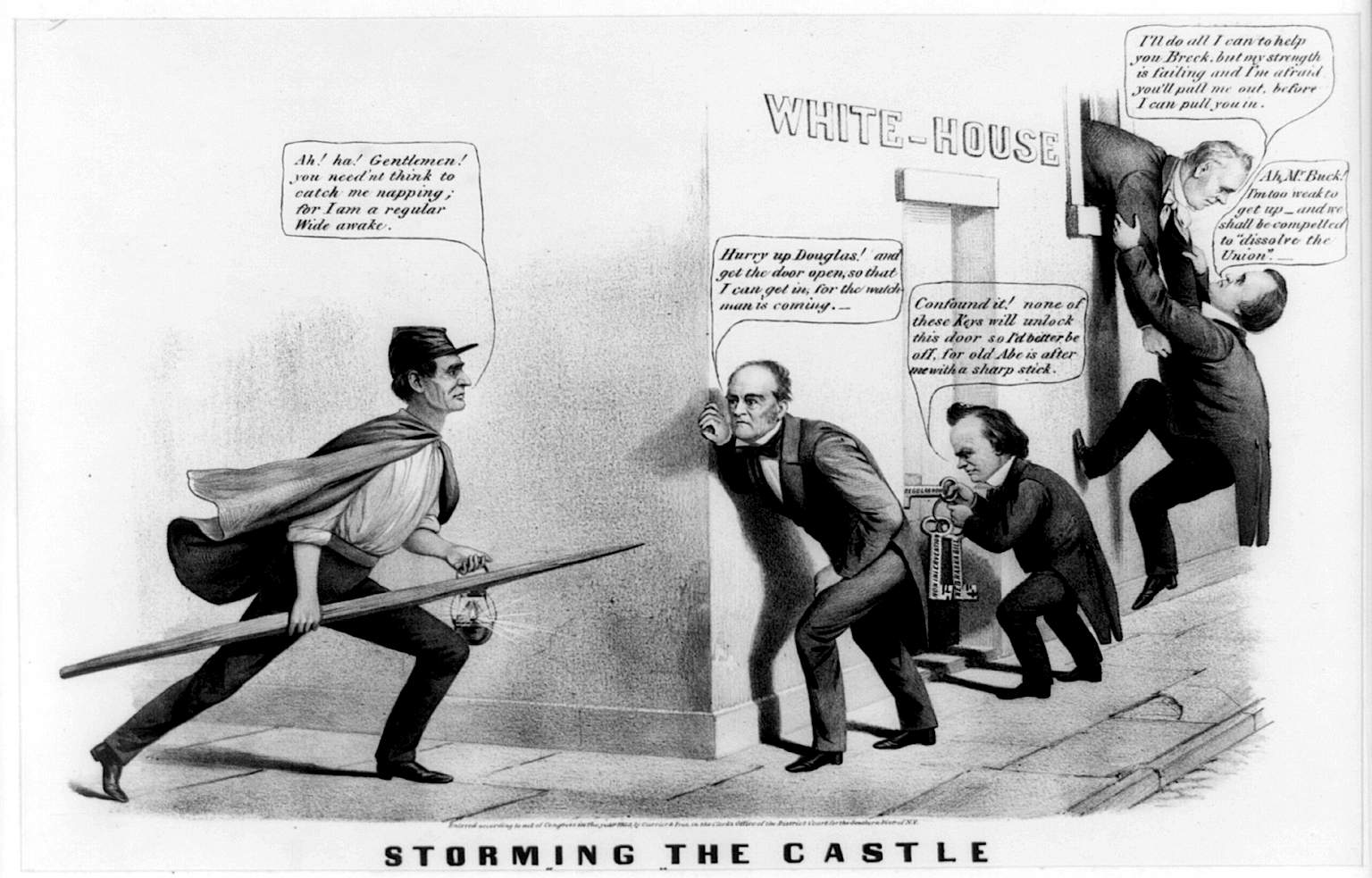
政治風刺漫画。リンカーンが、ダグラス、ベルおよびブレッキンリッジがホワイトハウスに入ることを阻止しようとしている。

### 選挙運動
北部での争いはリンカーンとダグラスであったが、ダグラスのみが地方遊説を行い演説や会見をおこなった。南部ではブレッケンリッジとジョン・ベルが主要な候補者であったが、ダグラスの存在は南部都市部でも重要であり、特にアイルランド系アメリカ人に支持された。ニューヨーク州、ロードアイランド州、およびニュージャージー州とペンシルベニア州の一部では非共和党系の選挙協力が行われた（これら北部の州ではブレッキンリッジが善戦した）。
ダグラスは全国を遊説した最初の大統領候補になった。多くの選挙人を獲得できないと予測した南部にも行ったが、合衆国を維持することについて語った。ドレッド・スコット判決に関する議論で共和党は北部州の支持を集め、1858年のアメリカ合衆国下院議員選挙で圧勝しており、今回も容易に大衆に支持を訴えることができた。
1860年の選挙運動は、1856年大統領選挙のときよりも盛り上がりには欠けていた。1856年の場合は、共和党が熱心に改革を訴え、これに反論する民主党は内戦の危機を警告した。1860年の場合、観測筋は共和党が北部をほとんど全て抑えているので、選挙人投票でもほとんど負けるはずがないと見ていた。共和党は勝利を間近に感じ取り、「広い覚醒」のような選挙後援会を使って支持者に呼びかけた（19世紀アメリカ合衆国の選挙運動を参照）。
エイブラハム・リンカーンは1859年12月1日にカンザスを訪れており、この時のことがカンザス歴史オンラインサービス  に記録されている。

### 結果
一般投票は11月6日に行われた。この投票は誇大に宣伝された党派間抗争の結果であったことは注目に値する。リンカーンの場合、南部の9つの州では候補者名簿にすら載っていなかった。全南部の996ある郡のうち、わずか2郡（ミズーリ州セントルイス郡とガスコニー郡 ）で勝利した 。まだ奴隷制を認めている州の中で6つの州がリンカーンを候補者名簿に載せており、デラウェア州で3位、ニュージャージー州で2位になった他は最下位（4位）であった。ブレッキンリッジは現職の副大統領であり、後に南部の脱退を支持した唯一の候補者であったが、バージニア州とテネシー州を除いて後にアメリカ連合国に加わった全ての州を制した。さらに北部でもまだ奴隷制の残っていたデラウェア州とメリーランド州では得票数でトップ（過半数ではない）になり制した。
リンカーンは一般投票では過半数に達しなかったが、選挙人投票で過半数となった。一般投票では40%を切る得票率ではあったが、17州の選挙人全てを獲得し、さらにニュージャージー州でも4票を得て、合計は180票となった。非共和党の投票が3つに割れて問題を複雑にしたが、これはリンカーンの勝利を動かすものではなかった。なぜならば有権者の60%が他の3候補を支持したとしても、40%を取った一人の候補者に収斂されるので、リンカーンは選挙人投票で169対134と明らかな過半数で勝つことが出来たからである。リンカーンはカリフォルニア州、オレゴン州およびニュージャージー州を除いて、選挙人を獲得した州ではすべて一般投票で半数を超えた 。カリフォルニア州、オレゴン州およびイリノイ州では得票率の差が7%未満で勝った。一方、ダグラスは一般投票では2位であったが、北部と南部の分裂が票を分け、ミズーリ州の選挙人9票とニュージャージー州の7票のうち3票を獲得したに留まり、選挙人投票では4位となった。ベルはケンタッキー州、テネシー州とバージニア州の選挙人を獲得し、ブレッキンリッジがミズーリ州を除いた他の奴隷州全てを制した。
この選挙はアメリカ合衆国の大統領選挙の中でも第3の政党が勝ったことでは唯一のものである。この選挙とそれに続く南北戦争で共和党が突出することになり、ホイッグ党は消えていった。これ以来アメリカで新しい政党が成功した例は無い。
1860年の大統領選挙の投票率は81.2%で、現在でも第2位の高さである（1位は1876年の81.8%）。非共和党の統合票は595,846票となった 。

## 結果
| 大統領候補                                 | 副大統領候補                        | 政党       | 選挙人投票 (EV) | 一般投票 (PV) | 一般投票 (PV) |
| ------------------------------------------ | ----------------------------------- | ---------- | --------------- | ------------- | ------------- |
| エイブラハム・リンカーン イリノイ州 (当選) | ハンニバル・ハムリン メイン州       | 共和党     | 180             | 1,865,908     | 39.8%         |
| ジョン・ブレッキンリッジ ケンタッキー州    | ジョセフ・レーン オレゴン州         | 南部民主党 | 72              | 848,019       | 18.1%         |
| ジョン・ベル テネシー州                    | エドワード・エヴァレット オハイオ州 | 立憲連合党 | 39              | 590,901       | 12.6%         |
| スティーブン・ダグラス イリノイ州          | ハーシェル・ジョンソン ジョージア州 | 北部民主党 | 12              | 1,380,202     | 29.5%         |
| その他                                     |                                     |            | 0               | 531           | 0.0%          |
| 合計                                       |                                     |            | 303             | 4,685,561     | 100.00        |

出典 (一般選挙): Leip PV source| year=1860| as of=July 27, 2005
出典 (選挙人選挙): National Archives EV source| year=1860| as of=July 31, 2005
(注) サウスカロライナ州のみ選挙人が州議会で選ばれており、一般投票を行っていない。

## その後の経過
リンカーンの選出はかねてから予測された通りサウスカロライナ州のアメリカ合衆国からの脱退に繋がった。サウスカロライナ州は以前から脱退の口実を求めており、反奴隷制勢力に対抗する南部諸州を糾合する機会を覗っていた。選挙結果の判明を待って、サウスカロライナ州は「サウスカロライナ州とアメリカ合衆国の名の下にある他の州との間に存続した連合は解消された」と宣言した。このことによって、サウスカロライナ州が示したのと同じ方法により南部の諸州も追随し、南北戦争への道に突き進むことになった。

## 各州の結果
出典: Walter Dean Burnham, Presidential ballots, 1836–1892 (Johns Hopkins University Press, 1955) pp 247–57.
|                      |          | エイブラハム・リンカーン 共和党 | エイブラハム・リンカーン 共和党 | エイブラハム・リンカーン 共和党 | スティーブン・ダグラス (北部) 民主党 | スティーブン・ダグラス (北部) 民主党 | スティーブン・ダグラス (北部) 民主党 | ジョン・ブレッキンリッジ (南部) 民主党 | ジョン・ブレッキンリッジ (南部) 民主党 | ジョン・ブレッキンリッジ (南部) 民主党 | ジョン・ベル 立憲連合党 | ジョン・ベル 立憲連合党 | ジョン・ベル 立憲連合党 | 統合 (非共和党) (統合民主党) | 統合 (非共和党) (統合民主党) | 統合 (非共和党) (統合民主党) | 州計      | 州計 |
| 州                   | 選挙人数 | #                               | %                               | 選挙人数                        | #                                    | %                                    | 選挙人数                             | #                                      | %                                      | 選挙人数                               | #                       | %                       | 選挙人数                | #                            | %                            | 選挙人数                     | #         |      |
| -------------------- | -------- | ------------------------------- | ------------------------------- | ------------------------------- | ------------------------------------ | ------------------------------------ | ------------------------------------ | -------------------------------------- | -------------------------------------- | -------------------------------------- | ----------------------- | ----------------------- | ----------------------- | ---------------------------- | ---------------------------- | ---------------------------- | --------- | ---- |
| アラバマ州           | 9        | 名簿なし                        | 名簿なし                        | 名簿なし                        | 13,618                               | 15.1                                 | -                                    | 48,669                                 | 54.0                                   | 9                                      | 27,835                  | 30.9                    | -                       | 名簿なし                     | 名簿なし                     | 名簿なし                     | 90,122    | AL   |
| アーカンソー州       | 4        | 名簿なし                        | 名簿なし                        | 名簿なし                        | 5,357                                | 9.9                                  | -                                    | 28,732                                 | 53.1                                   | 4                                      | 20,063                  | 37.0                    | -                       | 名簿なし                     | 名簿なし                     | 名簿なし                     | 54,152    | AR   |
| カリフォルニア州     | 4        | 38,733                          | 32.3                            | 4                               | 37,999                               | 31.7                                 | -                                    | 33,969                                 | 28.4                                   | -                                      | 9,111                   | 7.6                     | -                       | 名簿なし                     | 名簿なし                     | 名簿なし                     | 119,812   | CA   |
| コネチカット州       | 6        | 43,488                          | 58.1                            | 6                               | 15,431                               | 20.6                                 | -                                    | 14,372                                 | 19.2                                   | -                                      | 1,528                   | 2.0                     | -                       | 名簿なし                     | 名簿なし                     | 名簿なし                     | 74,819    | CT   |
| デラウェア州         | 3        | 3,822                           | 23.7                            | -                               | 1,066                                | 6.6                                  | -                                    | 7,339                                  | 45.5                                   | 3                                      | 3,888                   | 24.1                    | -                       | 名簿なし                     | 名簿なし                     | 名簿なし                     | 16,115    | DE   |
| フロリダ州           | 3        | 名簿なし                        | 名簿なし                        | 名簿なし                        | 223                                  | 1.7                                  | -                                    | 8,277                                  | 62.2                                   | 3                                      | 4,801                   | 36.1                    | -                       | 名簿なし                     | 名簿なし                     | 名簿なし                     | 13,301    | FL   |
| ジョージア州         | 10       | 名簿なし                        | 名簿なし                        | 名簿なし                        | 11,581                               | 10.9                                 | -                                    | 52,176                                 | 48.9                                   | 10                                     | 42,960                  | 40.3                    | -                       | 名簿なし                     | 名簿なし                     | 名簿なし                     | 106,717   | GA   |
| イリノイ州           | 11       | 172,171                         | 50.7                            | 11                              | 160,215                              | 47.2                                 | -                                    | 2,331                                  | 0.7                                    | -                                      | 4,914                   | 1.4                     | -                       | 名簿なし                     | 名簿なし                     | 名簿なし                     | 339,631   | IL   |
| インディアナ州       | 13       | 139,033                         | 51.1                            | 13                              | 115,509                              | 42.4                                 | -                                    | 12,295                                 | 4.5                                    | -                                      | 5,306                   | 1.9                     | -                       | 名簿なし                     | 名簿なし                     | 名簿なし                     | 272,143   | IN   |
| アイオワ州           | 4        | 70,302                          | 54.6                            | 4                               | 55,639                               | 43.2                                 | -                                    | 1,035                                  | 0.8                                    | -                                      | 1,763                   | 1.4                     | -                       | 名簿なし                     | 名簿なし                     | 名簿なし                     | 128,739   | IA   |
| ケンタッキー州       | 12       | 1,364                           | 0.9                             | -                               | 25,651                               | 17.5                                 | -                                    | 53,143                                 | 36.3                                   | -                                      | 66,058                  | 45.2                    | 12                      | 名簿なし                     | 名簿なし                     | 名簿なし                     | 146,216   | KY   |
| ルイジアナ州         | 6        | 名簿なし                        | 名簿なし                        | 名簿なし                        | 7,625                                | 15.1                                 | -                                    | 22,681                                 | 44.9                                   | 6                                      | 20,204                  | 40.0                    | -                       | 名簿なし                     | 名簿なし                     | 名簿なし                     | 50,510    | LA   |
| メイン州             | 8        | 62,811                          | 62.2                            | 8                               | 29,693                               | 29.4                                 | -                                    | 6,368                                  | 6.3                                    | -                                      | 2,046                   | 2.0                     | -                       | 名簿なし                     | 名簿なし                     | 名簿なし                     | 100,918   | ME   |
| メリーランド州       | 8        | 2,294                           | 2.5                             | -                               | 5,966                                | 6.4                                  | -                                    | 42,482                                 | 45.9                                   | 8                                      | 41,760                  | 45.1                    | -                       | 名簿なし                     | 名簿なし                     | 名簿なし                     | 92,502    | MD   |
| マサチューセッツ州   | 13       | 106,684                         | 62.9                            | 13                              | 34,370                               | 20.3                                 | -                                    | 6,163                                  | 3.6                                    | -                                      | 22,331                  | 13.2                    | -                       | 名簿なし                     | 名簿なし                     | 名簿なし                     | 169,548   | MA   |
| ミシガン州           | 6        | 88,481                          | 57.2                            | 6                               | 65,057                               | 42.0                                 | -                                    | 805                                    | 0.5                                    | -                                      | 415                     | 0.3                     | -                       | 名簿なし                     | 名簿なし                     | 名簿なし                     | 154,758   | MI   |
| ミネソタ州           | 4        | 22,069                          | 63.4                            | 4                               | 11,920                               | 34.3                                 | -                                    | 748                                    | 2.2                                    | -                                      | 50                      | 0.1                     | -                       | 名簿なし                     | 名簿なし                     | 名簿なし                     | 34,787    | MN   |
| ミシシッピ州         | 7        | 名簿なし                        | 名簿なし                        | 名簿なし                        | 3,282                                | 4.7                                  | -                                    | 40,768                                 | 59.0                                   | 7                                      | 25,045                  | 36.2                    | -                       | 名簿なし                     | 名簿なし                     | 名簿なし                     | 69,095    | MS   |
| ミズーリ州           | 9        | 17,028                          | 10.3                            | -                               | 58,801                               | 35.5                                 | 9                                    | 31,362                                 | 18.9                                   | -                                      | 58,372                  | 35.3                    | -                       | 名簿なし                     | 名簿なし                     | 名簿なし                     | 165,563   | MO   |
| ニューハンプシャー州 | 5        | 37,519                          | 56.9                            | 5                               | 25,887                               | 39.3                                 | -                                    | 2,125                                  | 3.2                                    | -                                      | 412                     | 0.6                     | -                       | 名簿なし                     | 名簿なし                     | 名簿なし                     | 65,943    | NH   |
| ニュージャージー州   | 7        | 58,346                          | 48.1                            | 4                               | 名簿なし                             | 名簿なし                             | 3                                    | 名簿なし                               | 名簿なし                               | -                                      | 名簿なし                | 名簿なし                | -                       | 62,869                       | 51.9                         | -                            | 121,215   | NJ   |
| ニューヨーク州       | 35       | 362,646                         | 53.7                            | 35                              | 名簿なし                             | 名簿なし                             | -                                    | 名簿なし                               | 名簿なし                               | -                                      | 名簿なし                | 名簿なし                | -                       | 312,510                      | 46.3                         | -                            | 675,156   | NY   |
| ノースカロライナ州   | 10       | 名簿なし                        | 名簿なし                        | 名簿なし                        | 2,737                                | 2.8                                  | -                                    | 48,846                                 | 50.5                                   | 10                                     | 45,129                  | 46.7                    | -                       | 名簿なし                     | 名簿なし                     | 名簿なし                     | 96,712    | NC   |
| オハイオ州           | 23       | 231,709                         | 52.3                            | 23                              | 187,421                              | 42.3                                 | -                                    | 11,406                                 | 2.6                                    | -                                      | 12,194                  | 2.8                     | -                       | 名簿なし                     | 名簿なし                     | 名簿なし                     | 442,730   | OH   |
| オレゴン州           | 3        | 5,329                           | 36.1                            | 3                               | 4,136                                | 28.0                                 | -                                    | 5,075                                  | 34.4                                   | -                                      | 218                     | 1.5                     | -                       | 名簿なし                     | 名簿なし                     | 名簿なし                     | 14,758    | OR   |
| ペンシルベニア州     | 27       | 268,030                         | 56.3                            | 27                              | 16,765                               | 3.5                                  | -                                    | no ballots                             | no ballots                             | no ballots                             | 12,776                  | 2.7                     | -                       | 178,871                      | 37.5                         | -                            | 476,442   | PA   |
| ロードアイランド州   | 4        | 12,244                          | 61.4                            | 4                               | 7,707                                | 38.6                                 | -                                    | 名簿なし                               | 名簿なし                               | 名簿なし                               | 名簿なし                | 名簿なし                | 名簿なし                | 名簿なし                     | 名簿なし                     | 名簿なし                     | 19,951    | RI   |
| サウスカロライナ州   | 8        | 一般投票を実施せず              | 一般投票を実施せず              | 一般投票を実施せず              | 一般投票を実施せず                   | 一般投票を実施せず                   | 一般投票を実施せず                   | 一般投票を実施せず                     | 一般投票を実施せず                     | 8                                      | 一般投票を実施せず      | 一般投票を実施せず      | 一般投票を実施せず      | 一般投票を実施せず           | 一般投票を実施せず           | 一般投票を実施せず           | -         | SC   |
| テネシー             | 12       | 名簿なし                        | 名簿なし                        | 名簿なし                        | 11,281                               | 7.7                                  | -                                    | 65,097                                 | 44.6                                   | -                                      | 69,728                  | 47.7                    | 12                      | 名簿なし                     | 名簿なし                     | 名簿なし                     | 146,106   | TN   |
| テキサス州           | 4        | 名簿なし                        | 名簿なし                        | 名簿なし                        | 18                                   | 0.0                                  | -                                    | 47,454                                 | 75.5                                   | 4                                      | 15,383                  | 24.5                    | -                       | 名簿なし                     | 名簿なし                     | 名簿なし                     | 62,855    | TX   |
| バーモント州         | 5        | 33,808                          | 75.7                            | 5                               | 8,649                                | 19.4                                 | -                                    | 218                                    | 0.5                                    | -                                      | 1,969                   | 4.4                     | -                       | 名簿なし                     | 名簿なし                     | 名簿なし                     | 44,644    | VT   |
| バージニア州         | 15       | 1,887                           | 1.1                             | -                               | 16,198                               | 9.7                                  | -                                    | 74,325                                 | 44.5                                   | -                                      | 74,481                  | 44.6                    | 15                      | 名簿なし                     | 名簿なし                     | 名簿なし                     | 166,891   | VA   |
| ウィスコンシン州     | 5        | 86,110                          | 56.6                            | 5                               | 65,021                               | 42.7                                 | -                                    | 887                                    | 0.6                                    | -                                      | 161                     | 0.1                     | -                       | 名簿なし                     | 名簿なし                     | 名簿なし                     | 152,179   | WI   |
| 合計:                | 303      | 1,865,908                       | 39.8                            | 180                             | 1,004,823                            | 21.5                                 | 12                                   | 669,148                                | 14.3                                   | 72                                     | 590,901                 | 12.6                    | 39                      | 554,250                      | 11.8                         | 0                            | 4,685,030 | US   |
| 選出必要数:          | 152      |                                 |                                 |                                 |                                      |                                      |                                      |                                        |                                        |                                        |                         |                         |                         |                              |                              |                              |           |      |

1. ↑  4 of the electors pledged to Lincoln were elected since the Breckinridge and Bell electors finished behind all other candidates.[2]
2. ↑  ダグラスの選挙人3人が選出された。[2]
3. ↑  The Fusion vote used here is the vote for the high elector on the slate, who was pledged to Douglas.[2]
4. ↑  The Fusion slate consisted of 3 electors pledged to Douglas, and 2 each to Breckinridge and Bell. Nonetheless, different electors appeared in some counties for Breckinridge and Bell, resulting in lower totals for them and a split electoral outcome. The 3 Douglas electors were elected and 4 of those pledged to Lincoln. The Breckinridge and Bell electors finished behind all other candidates.[2]
5. ↑  The slate of electors were pledged to 3 different candidates: 18 to Douglas, 10 to Bell, and 7 to Breckinridge.[2]
6. ↑  Not all of the Douglas supporters agreed to the Reading slate deal and established a separate Douglas only ticket. This slate comprised the 12 Douglas electoral candidates on the Reading ticket, and 15 additional Douglas supporters. This ticket was usually referred to as the Straight Douglas ticket. Thus 12 electoral candidates appeared on 2 tickets, Reading and Straight Douglas.[3]
7. ↑  This vote is listed under the Fusion column, not the Breckinridge column as many other sources do, because this ticket was pledged to either of two candidates based on the national result. Additionally, the slate was almost equally divided between the supporters of Breckinridge and Douglas.[3]
8. ↑  The Democratic Party chose its slate of electors before the National Convention in Charleston, SC. Since this was decided before the party split, both Douglas supporters and Breckinridge supporters claimed the right for their man to be considered the party candidate and the support of the electoral slate. Eventually, the state party worked out an agreement: if either candidate could win the national election with Pennsylvania's electoral vote, then all her electoral votes would go to that candidate. Of the 27 electoral candidates, 15 were Breckinridge supporters; the remaining 12 were for Douglas. This was often referred to as the Reading electoral slate, because it was in that city that the state party chose it.[3]
9. ↑  The Douglas ticket in Rhode Island was supported by Breckinridge and Bell supporters.[3]